# Blandt Syd-Amerikas urskovsindianere
Blandt Syd-Amerikas urskovsindianere er en svensk-norsk dokumentarfilm fra dr. Gustav Bolinders etnografiske ekspedition til Sydamerika i 1920-1921.
Filmen blev lavet af Ottar Gladtvedt som deltog i ekspeditionen efter aftale mellem dr. Bolinder og filmproducenten Gustav Lund.
Filmen dokumenterer ekspeditionen hvis formål var at registrere de truede indianerkulturer Goajira, Ijca og Motilon i Colombia og Venezuela.
Filmen varer 88 minutter, og i censuren fjernede man teksten Man fryder sig over naturens gaver hernede. Landeplager har de nok av om de ikke skulde føie et forbud dertil, og i tillæg klippede man også tekst og billeder om de hvide børn ekspeditionen efterlod sig.